# لورا زونیگا
لورا النا زونیگا هویزر (به اسپانیایی: Laura Elena Zúñiga Huizar) (زاده ۳ ژانویه ۱۹۸۵ در کالیاکان، سینالوآ) یک مدل و ملکه زیبایی مکزیکی است. او ملکه زیبایی ایالت سینالوآ در غرب مکزیک و همچنین ملکه زیبایی هیسپانیکهای آمریکای لاتین در سال ۲۰۰۸ است.

## زندگی
زونیگا پیش از انتخاب به‌عنوان ملکه زیبایی، مربی دوره پیش‌دبستانی بود. او قرار بود در مسابقه دوشیزه بین‌الملل مکزیک (۲۰۰۹) نیز شرکت کند.

## بازداشت
او در ۲۲ دسامبر ۲۰۰۸ به همراه ۷ مرد مسلح در یک ایست بازرسی در غرب مکزیک بازداشت شد. یکی از مردان همراه که از رهبران کارتل‌های قاچاق مواد مخدر مکزیک است، دوست پسر زونیگا است.